# Лейкін Леонід Володимирович
Леонід Лейкін, (рос. Леонид Владимирович Лейкин; 23 червня 1961 року, Ленінград, СРСР) — радянський та російський клоун та актор.

## Вибіркова фільмографія
- Весняні зміни (1974)
- Як стати зіркою (1986)